# Гијенски рат
Гијенски рат (фр. Guerre de Guyenne) вођен је од 1294. до 1297. године између Француске и Енглеске због покушаја француског краља Филипа IV Лепог да врати војводство Гијену, које се од 1152. године налазило под Енглеском.
Енглески краљ Едвард I у походу 1294-1295. године успео је да поврати незнатан део изгубљене Гијене. Наредне године наишапо је на снажан отпор Француза под Робертом II Артоа-ом, а 2. фебруара 1297. године енглеска армија тучена је код Пејрорада. Неуспеси у рату и озбиљна ситуација у самој Енглеској приморали су краља Едварда на преговоре. Примирје које је закључено 3. октобра 1297. године продужено је све до мира од 20. маја 1303. године, када је Гијена враћена Енглеској. Тако повољан исход за Енглезе условљен је победом Фламанаца код Куртреа у фландријском рату који га је приморао да све своје снаге усмери против Фламанаца. Гијена је остала повод даљих ратова све до коначног припојења Француској у Стогодишњем рату.